# Guitar One
Guitar One är en amerikansk musiktidskrift som tillsammans med Guitar World Acoustic är systertidniningar till Guitar World, en engelskspråkig tidskrift som riktar sig till gitarrister. Den hette tidigare Guitar Magazine.